# Laganosuchus

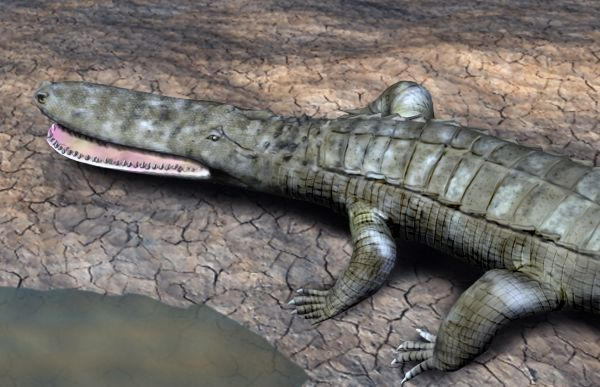
Реконструкція

Laganosuchus — вимерлий рід стоматозухид крокодилоподібних. Скам'янілості були знайдені в Нігері та Марокко і датуються верхньою крейдою.
За словами Серено та Ларссона, L. thaumastos був присадкуватим рибоїдом довжиною приблизно 6 м із плоскою головою 1 м. Він залишався б нерухомим годинами, чекаючи, поки здобич запливе в його відкриті щелепи з шипоподібними зубами.